# Bouasse-Lebel
Der 1845 in Paris gegründete Verlag für religiöse Druckkunst Bouasse-Lebel stellte insbesondere Andachtsbildchen her. Die Bildchen sind meistens signiert, der Name ist daher bei Sammlern wohlbekannt und die Spitzen- und Prägebildchen des Verlages wegen ihrer Qualität begehrt.

Spitzenbild, handkolorierter Stich, 8 × 12 cm, von Bouasse-Lebel, ca. 1880

## Geschichte
Die Druckerei Bouasse-Lebel wurde von Eulalie Bouasse in Paris gegründet. Eulalie, geboren 1809 in Paris, war die einzige Tochter des Druckers Jacques-Auguste Lebel. Sie heiratete 1827 den Druckerei-Vorarbeiter Francois-Marie Bouasse. Als dieser sie und ihre zwei Kinder sitzen ließ, gründete sie in finanzieller Existenznot 1845 eine Druckerei für religiöse Bilder zunächst unter dem Namen "Madame Bouasse, nee Lebel". 1847 zog das Druckhaus nach St. Sulpice, Rue St. Sulpice 29, Paris, dem Zentrum der religiösen Druck-Industrie, um.
Eulalie Bouasse verkaufte 1852 den inzwischen erfolgreichen Betrieb an ihren ältesten Sohn Henri, der andere Sohn Emile arbeitete zunächst in dem Betrieb. In der ersten Zeit wurden Bücher, Karten und andere Druckwerke zusätzlich zu religiösen Bildern gedruckt. Die Firma erhielt bedeutende Anerkennungen für ihre religiöse Druckkunst, einschließlich einer päpstlichen Empfehlung im Jahre 1871 (Papst Pius IX.). 1867 verließ Emile die Druckerei und gründete einen Konkurrenzbetrieb unter dem Namen Bouasse-Jeune. Die Firma hatte ihren Sitz ebenfalls in St. Sulpice, sie begründete ein feindliches Verhältnis zwischen den beiden Brüdern. Beide Druckereien waren berühmt für ausgefallenes Design ihrer religiösen Druckkunst, insbesondere für ihre filigranen, kostbaren Spitzenbildchen, beide Betriebe waren für die Anwendung moderner, innovativer Drucktechniken bekannt und führten in den 1870er Jahren die Chromolithografie ein.
In intensiver Zusammenarbeit mit Pariser Kunstverlagen, so auch mit Bouasse-Lebel, wurde das kleine Andachtsbild wie auch der religiöse Wanddruck von der 1872 gegründeten Pariser Künstlervereinigung Societe St. Jean gefördert. Emile starb 1881 mit 49 Jahren, seine Witwe und seine Kinder übernahmen den Betrieb, den sie bis Anfang des 20. Jahrhunderts fortführten. Eulalie starb 1898, Henri 1912. Die Druckerei wurde von seinem Sohn Albert fortgeführt. Nach dem Zweiten Weltkrieg ließ das Interesse an religiösen Bildern und kunstvollen religiösen Drucken nach oder wurde durch fotografischen Reproduktionen und billigen Massendruck verdrängt. Albert Bouasse starb 1955, und die Firma Bouasse-Lebel stellte in den 1960er Jahren den Druckbetrieb ein.

## Gestanzte Spitzenbildchen
Die maschinell gestanzten Spitzenbildchen des 19. Jahrhunderts ersetzten das im frühen 17. Jahrhundert als neuen Typus des kleinen Andachtsbild entstandene Papier- und Pergamentschnittbild, das durch die industrielle, reproduzierbare Herstellung weitere Verbreitung als das von Hand gefertigte Bild fand. Die Firma Bouasse-Lebel zählte in Frankreich zu den führenden Herstellern dieser Bildchen, die meistens den Firmennamen eingedruckt (siehe Abbildung) tragen. Die empfindlichen Spitzen- und Prägebildchen sind heute begehrte Sammlerstücke und werden je nach Ausstattung (z. B. Spitzendekor, handcolorierter Stich, Chromolithographie) zwischen 5,00 und ca. 80,00 Euro gehandelt.